# Vera Green
Vera Mae Green (* 6. September 1928 in Chicago, Illinois; † 16. Januar 1982 in Princeton, New Jersey) war eine US-amerikanische Kulturanthropologin. Sie wurde bekannt durch ihre Forschung zu sozialen Beziehungen innerhalb und zwischen ethnischen Gruppen. Sie forschte in den USA, der Karibik, Mexiko, Indien und Israel. Ihr besonderes Interesse galt den Familienstrukturen afroamerikanischer Gemeinschaften in den USA.

## Leben und Werk
Vera Green machte ihren Schulabschluss an einer staatlichen Schule in Chicago. Ein Stipendium ermöglichte ihr ein Studium an der Roosevelt University. Sie machte dort 1952 ihren Bachelor-Abschluss in Soziologie und 1955 den Master-Abschluss in Anthropologie an der Columbia University. Während ihres Studiums arbeitete sie für verschiedene staatliche Wohlfahrtseinrichtungen, da sie die Überzeugung vertrat, soziale Probleme nicht nur studieren, sondern auch konkret angehen zu müssen. Nach ihrem Master-Abschluss arbeitete sie für Bildungs- und Entwicklungsprogramme der UNESCO in Mexiko. Sie arbeitete auch in sozial benachteiligten Stadtgebieten in Indien und Puerto Rico. Sie eignete sich an allen ihren Arbeitsorten gute Sprachkenntnisse an und sprach schließlich fließend Spanisch, Französisch, Urdu, Tamil, Niederländisch, Deutsch und Papiamentu.
Nach ihrer Rückkehr in die USA studierte Green an der University of Arizona. 1969 erlangte sie ihren Ph.D. im Fach Anthropologie für ihre Arbeit über die Beziehungen zwischen ethnischen Gruppen in Aruba. Im selben Jahr begann Green, an der University of Iowa zu unterrichten. Von 1969 bis 1972 lehrte sie an der University of Houston. Anschließend zog sie nach New Brunswick und lehrte dort bis kurz vor ihrem Tod an der Rutgers University.
Von Anfang an beschritt Green ungewöhnliche Wege in ihrer Forschung: Die Niederländischen Antillen standen zu diesem Zeitpunkt nicht im Fokus der US-amerikanischen Wissenschaft, und Green war die erste afroamerikanische Anthropologin, die Forschungen in der Karibik betrieb. Sie trug erheblich dazu bei, eine Methodologie für die Anthropologie zu entwickeln, die Schwarze nicht als untergeordnete Forschungsobjekte betrachtet, sondern ihnen auf Augenhöhe begegnet. Sie wies darauf hin, dass die afroamerikanische Bevölkerung in der Anthropologie oft fälschlicherweise als homogene Gruppe angesehen wurde, und förderte eine nuanciertere Betrachtung der kulturellen, sozialen und ökonomischen Diversität innerhalb dieser Bevölkerungsgruppe.
In ihrer späteren Karriere wandte sich Green dem Studium der Menschenrechte zu. Sie kritisierte die USA dafür, die Menschenrechte zwar zu propagieren, sich für deren globale Umsetzung aber nur unzureichend einzusetzen.
Vera Green bekleidete Ämter in der American Anthropological Association, dem Mid-Atlantic Council for Latin-American Studies und den Quaker Anthropologists. Von 1977 bis 1979 war sie die erste Präsidentin der neu gegründeten Association of Black Anthropologists. Der Verband verlieh ihr 1980 den Service Award für herausragende Verdienste um die Anthropologie.
Vera Green starb 1982 an einem Krebsleiden. Da sie unverheiratet war und keine Kinder hatte, ließ sie ihren gesamten Besitz versteigern, um von dem Erlös Stipendien für schwarze und puerto-ricanische Studierende zu finanzieren.

## Schriften (Auswahl)
- Aspects of Interethnic Integration in Aruba, Netherlands Antilles, 1969 (Dissertation).
- Migrants in Aruba. Interethnic Integration. Van Gorcum,  Assen 1974.
- Methodological Problems Involved in the Study of the Aruban Family. 1975.
- The Confrontation of Diversity within the Black Community. In: Human Organization, Band 29, Nr. 4, 1970, S. 267–272.
- The Black Extended Family in the United States. Some research suggestions. In: Demitri B. Shimkin, Edith M. Shimkin, Dennis A. Frate (Hrsg.): The Extended Family in Black Societies. Mouton, The Hague 1978.
- Jack L. Nelson, Vera M. Green: International Human Rights. Contemporary Perspectives. Human Rights Publication Group, Standfordville 1980.